# Pinus greggii
El palo prieto (Pinus greggii) es un pino pequeño a mediano, nativo de México. Es de la familia de las Pináceas. Alcanza de 10 a 25 metros de altura, sus conos maduran de noviembre a marzo y permanecen cerrados más de dos años. Se distribuye en los estados de Coahuila, Nuevo León, San Luis Potosí e Hidalgo. Habita en sitios con suelos someros, volcánicos en mesetas altas y pendientes bajas de montañas, con climas templados subúmedos. Tiene rápido crecimiento y adaptación a suelos pobres, se utiliza en programas de restauración del suelo de gradado. También se utiliza mucho en parques, jardines y unidades deportivas de la

## Clasificación y descripción
Árbol perennifolio cuyo porte es de 10 a 25 m. La corteza lisa y de color grisácea en árboles jóvenes, la cual se vuelve obscura y áspera en árboles adultos. Hojas. Las hojas de color verde claro y brillantes, son ásperas,  anchamente triangulares,  de bordes aserrados, con canales resiníferos medios entre 2 y 12, en tamaño varían de 7 a 14 cm, en grupos de tres, las vainas son persistentes y miden aproximadamente 14 mm, que cuando maduran con frecuencia se caen. Conos laterales, pedunculados, obscuros, con anchas escamas provistas de puntas triangulares y extendidas. Conos casi negros, largamente ovoide o cilíndrico cónico, de 8 a 15 cm de largo, por 3.7 cm de diámetro, algo resinosos,  pedúnculo fuerte, grueso y corto o casi nulo, cuando caen los conos dejan en la rama el pedúnculo con algunas escamas, las escamas delgadas y flexibles, apófisis aplastadas, con la cúspide hundida,  espina pequeña o casi nula.  Semilla de forma oval, de color obscura de 6 a 7 mm, con ala de 20 mm de largo, por 7 mm de ancho, engrosado en la base.

## Distribución
Es nativo de México, específicamente de la Sierra Madre Oriental, se distribuye entre los estados de Coahuila, Nuevo León, San Luis Potosí e Hidalgo. Su área de distribución natural se encuentra entre los 20° 13” y los 25 ° 29” de latitud norte, las poblaciones del norte, se conocen como P. greggii var. greggii y las del sur como P. greggii var. autralis.  En Sudáfrica se han establecido plantaciones con P. greggii en localidades con niveles bajos de precipitación pluvial.

## Hábitat
Crece y desarrolla en un rango altitudinal de 1400 a 3000 m s. n. m.  Los suelos donde se desarrolla esta especie son de origen volcánico, ubicados en las mesetas altas y pendientes bajas de las montañas, sitios donde se encuentran los mejores ejemplares. También se pueden desarrollar en sitios secos o áridos, aunque bajo estas condiciones el crecimiento es lento y los árboles son de baja estatura y muy ramificados. Otros tipos de suelo en los que se encuentra son arcillosos, delgados, pobres en materia orgánica, con buen drenaje y un pH ligeramente ácido.  La temperatura promedio donde se fluctúa de -9 hasta 29 °C y con una precipitación promedio anual de 600 a 100 mm, bajos las condiciones anteriores, es una especie característica de las zonas templadas subhúmedas.

## Estado de conservación
P. greggi  forma uno de los componentes estructurales clave en las comunidades en las que crece, ya que forma parte del dosel dominante y en muchos de los casos es la única que representa al estrato arbóreo. En los ecosistemas forestales en que se desarrolla,  crecen diversas plantas herbáceas y arbustivas que dependen del microambiente que genera este árbol.  Es una de las especies de mayor valor económico. En la mayoría de las poblaciones de P. greggii el impacto humano es fuerte a causa del aprovechamiento de madera y actividades agropecuarias, dando como resultado una deficiente proporción de renuevos. La mayoría de las comunidades vegetales correspondientes se encuentran en proceso de alteración por causas antropocéntricas, originando la fragmentación y el aislamiento de varias poblaciones, mismas que presentan un reducido número de individuos, con riesgo de la permanencia de la especie. Razón por la cual se exploran posibilidades de conservación de la especie in situ y ex situ. Es una especie que en los últimos 8 años y debido a sus características de rápido crecimiento y adaptación a zonas limitadas de humedad. Está considerada como la cuarta especie de pino se utilizando en programas de reforestación. En México no se encuentra bajo alguna categoría de riesgo de la norma 059-ECOL-2010 de la SEMARNAT. Sin embargo está considerado por la UICN como una especie altamente vulnerable .

## Literatura
- Dvorak, W. S. - Pinus greggii. In: Vozzo, J.A. - Tropical Tree Seed Manual. United States Department of Agriculture; Forest Service. 2003. p. 615 – 617. online como pdf
- Farjon, Aljos – Pines; drawings and descriptions of the genus Pinus. Publ. Brill / Backhuys, Leiden 1984
- Farjon, Aljos & Brian T. Styles – Pinus (Pinaceae). Monograph 75 of Flora Neotropica. New York Botanical Garden, New York 1997
- Farjon, Aljos – World checklist and bibliography of Conifers. 2nd ed. Royal Botanic Gardens, Kew 2001
- den Ouden, P. & Dr. B.K. Boom – Manual of Cultivated Conifers, ed. Martinus Nijhoff, The Hague 1965
- Shaw, George Russell – The genus Pinus. Cambridge 1914. online in gutenberg.org. With beautiful drawing.
- van Wyk, G. - Pinus greggii. In: Pines of Silvicultural Importance -  Compilado de Forestry Compendium, CAB International. Ed. ilustrada. Publicó CABI, 2002. ISBN 0-85199-539-X, ISBN 978-0-85199-539-7, p. 144f. Online en Google Books